# Рейнский поход (1748)
Поход русской армии на Рейн (1748 год) — эпизод Войны за австрийское наследство.

## Предыстория
Уже с начала 1746 года в Санкт-Петербурге велись напряжённые переговоры о заключении русско-австрийского оборонительного союза. В конце мая 1746 года был подписан договор сроком на 25 лет, в соответствии с секретными статьями которого Россия и Австрия обязались совместно действовать против Пруссии и Турции. Чтобы предупредить возможные неожиданные действия Фридриха, было решено держать в Лифляндии крупный корпус войск Русской армии под командованием В. А. Репнина в составе 23 пехотных полков, 4 драгунских рот и команды Чугуевских казаков, всего 36 000 человек и 5 115 лошадей, готовых по первому приказу из Санкт-Петербурга двинуться на Кёнигсберг.
После побед французской армии под руководством Морица Саксонского в Австрийских Нидерландах в 1746—1747 годах, при содействии Австрии были заключены две русско-английские субсидиарные конвенции, согласно условиям которых Россия обязалась предоставить Великобритании и Нидерландам за крупную сумму денег 30 тысяч солдат, которые должны были действовать против Франции.

## Поход
Во исполнение договора весной 1748 года 36-тысячный русский корпус под командованием князя Василия Аникитича Репнина выступил из Лифляндии через Богемию и Баварию на Рейн с целью оказания помощи Марии Терезии. Однако пока русская армия совершала марш через всю Германию, Мориц Саксонский 7 мая взял Маастрихт и тем самым лишил англо-голландцев последних форпостов во Фландрии. Репнин пришёл на Рейн, когда всё было уже кончено для англо-голландцев, но его действия способствовали заключению Аахенского мира.